# Saxicola stejnegeri
Saxicola stejnegeri és un ocell, originari de l'est d'Àsia i pertanyent a la família dels muscicàpids (Muscicapidae). Nidifica al centre i l'est de Sibèria, Japó, Corea, el nord-est de la Xina i l'est de Mongòlia, i migra cap al sud de la Xina i Indoxina a l'hivern.
Segons la llista mundial d'ocells del Congrés Ornitològic Internacional (versió 11.2, juliol 2021) aquest tàxon tindria la categoria d'espècie, basant-se en analisis genètiques. Tanmateix, altres obres taxonòmiques, com el Handook of the Birds of the World i la quarta versió de la BirdLife International Checklist of the birds of the world (desembre 2019), el consideren encara una subespècie del bitxac africà (Saxicola torquatus stejnegeri).